# Dark Moor
Dark Moor — іспанський метал-гурт, що грає музику в стилі неокласичного металу та симфо-павер-металу. Був заснований у 1993 році.На даний момент гурт записав 10 повноформатних альбомів. З часу свого заснування гурт змінив багато музикантів, і станом на наш час з початкового складу гурту залишився лише гітарист Енрік Гарсія.

## Історія гурту
Гурт було засновано в Мадриді, Іспанія в 1993 році. Перший альбом гурту "Shadowland " був записаний тільки через 5 років в 1999.Цього ж року гурт грав на розігріві Demons and Wizards під час їхнього туру Іспанією.

## Учасники гурту

### Поточний склад
- Альфред Ромеро  (2003 -  до сьогодні ) — вокал
- Енрік Гарсія (1993 - до сьогодні) - гітара
- Дані Фернандес (2004 - 2008, 2016 - до сьогодні) - бас-гітара
- Роберто Каппа ( 2007 - до сьогодні) - ударні

### Колишні учасники
- Javier Rubio (1994—1999) — гітара
- Roberto Peña De Camus (1994—2002) — клавішні
- Elisa Martin (1999—2003) — вокал
- Albert Maroto (1999—2003) — гітара
- Jorge Sáez — (1999—2003) ударні
- Jose Garrido (2003—2004) — гітара
- Anan Kaddouri (1999—2004) — бас-гітара
- Andy C. (2003—2006) — ударні, клавішні
- Dani Fernandez (2004—2008)
- Маріо Гарсія (2008—2015)  — бас-гітара
- Рікардо Морено (2015–2016) — бас-гітара

## Дискографія

### Демо-альбоми
- Tales of the Dark Moor (1996)
- Dreams of Madness (1998)
- Flying (1999)

### Студійні альбоми
- Shadowland (1999)
- The Hall of the Olden Dreams (2000)
- The Gates of Oblivion (2002)
- Dark Moor (2003)
- Beyond the Sea (2005)
- Tarot (2007)
- Autumnal (2009)
- Ancestral Romance (2010)
- Ars Musica (2013)
- Project X (2015)
- Origins (2018)

### Міні-альбоми (EP)
- The Fall of Melnibone (2001)
- Between Light and Darkness (2003)

### Сингли
- The Fall of Melnibone (2001)
- From Hell (2003)
- The Road Again (2013)

### Відеокліпи
- Before The Duel [Архівовано 8 травня 2014 у Wayback Machine.] (2005)
- The Chariot [Архівовано 27 липня 2013 у Wayback Machine.] (2007)
- Wheel Of Fortune [Архівовано 27 липня 2013 у Wayback Machine.] (2007)
- On The Hill Of Dreams [Архівовано 6 листопада 2015 у Wayback Machine.] (2009)
- Love From The Stone [Архівовано 29 липня 2013 у Wayback Machine.] (2010)
- The Road Again [Архівовано 14 червня 2014 у Wayback Machine.] (2013)